# Ayla
Ayla es un personaje jugador en el videojuego de Squaresoft, Chrono Trigger.

## Historia
Ayla es el tercer personaje femenino que se une al grupo de Crono y sus amigos, y por lejos, la más fuerte físicamente. Proviene de la era prehistórica del juego (65,000,000 B.C.) donde es la jefa de Ioka Village. Ayla rescata a los otros de una banda de Reptites (dinosaurios humanoides que eventualmente fueron borrados por la llegada de Lavos) cuando estos habían llegado a esta era para encontrar la Dreamstone, la cual Melchior podía usar para reparar la Masamune.
En una escena final de la versión para PlayStation, se la ve forzando el compromiso matrimonial con Kino, su pretendiente y uno de los ancestros de Marle. Esto muestra su confianza en sí misma y su fuerza de voluntad.
Ayla es incapaz de utilizar magia, ya que nació antes de que la humanidad fuera capaz (gracias a Lavos) de hacerlo, pero es el personaje más fuerte del juego físicamente hablando. Es particularmente útil en algunas ocasiones en que la magia es inútil, o cuando las armas de los personajes han sido robadas (a bordo de la nave Blackbird), ya que sus puños son sus únicas armas (a pesar de que en todas las ilustraciones relacionadas se la ve llevando un garrote). En nivel 72, Ayla puede usar Iron Fists ("Puños de Acero"), los cuales puede causar el estado de "Chaos" ("Caos") y en nivel 96, puede usar Bronze Fists ("Puños de Bronce"), los cuales pueden hacer hasta 9999 puntos de daño (el máximo en el juego). Es, también, el único personaje que puede robar ítems, a pesar de que Marle puede ayudarle a hacerlo en una Técnica Doble.
En Chrono Cross, Ayla no aparece; sin embargo, una joven niña prehistórica llamada Leah tiene un asombroso parecido con ella en sus modos y apariencia. También, le dice a Serge sobre el final del juego, que a su hija le pondrá por nombre "Ayla".

## Curiosidades
- En la versión japonesa, Ayla siempre se refiera a Crono como "Cro" (un sobrenombre) excepto por una vez a bordo de la nave Blackbird.
- Ayla es también el nombre de la protagonista de Los hijos de la tierra, una serie de seis libros que se ambientan en la prehistoria, escrita por Jean M. Auel.

- Datos: Q11680092